# Гіркокаштан
Гіркокашта́н (Aesculus) — рід багаторічних рослин родини сапіндових. За оцінками різних дослідників включає від 13 до 22 видів, включно з 6 міжвидовими гібридами.
В Україні гіркокаштан часто називають просто каштаном, але згідно з біологічною класифікацією каштан і гіркокаштан не є близькими родичами, а належать до різних родин, більше того різних біологічних порядків.

## Назва
Латинська родова назва Aesculus, надана Карлом Ліннеєм, в перекладі означає «жолудь» або «дуб». Можливо, вона була надана через схожість могутніх гіркокаштанів зі священними для давніх римлян дубами.
До рослин цього роду також часто застосовують назву «кінський каштан», але в різних країнах її статус відмінний. У латинській і англійській мовах назва «кінський каштан» видова і її застосовують лише до одного представника роду — гіркокаштана звичайного (Aesculus hippocastanum, англ. horse-chestnut), інші ж види мають окремі назви. У німецькій і російській мовах назва «кінський каштан» поширюється на усіх представників роду. Точне походження цього словосполучення нез'ясоване. За однією з версій плодами цього дерева намагалися лікувати коней, а друге слово в словосполученні вказує на схожість плодів гіркокаштана з плодами солодких каштанів. В повсякденному спілкуванні цей термін часто скорочують до просто «каштан». Усі перелічені назви вкрай неточні, тому що зі справжніми каштанами і дубами гіркокаштани не мають родинних зв'язків. До того ж на відміну від цих дерев їх насіння у сирому вигляді отруйне.
Більш влучною є українська родова назва «гіркокаштан», яка якраз і вказує на характерний неприємний присмак насіння цих дерев. Для того, щоб уникати плутанини між справжніми і кінськими каштанами, рекомендується вживати саме її.

## Опис

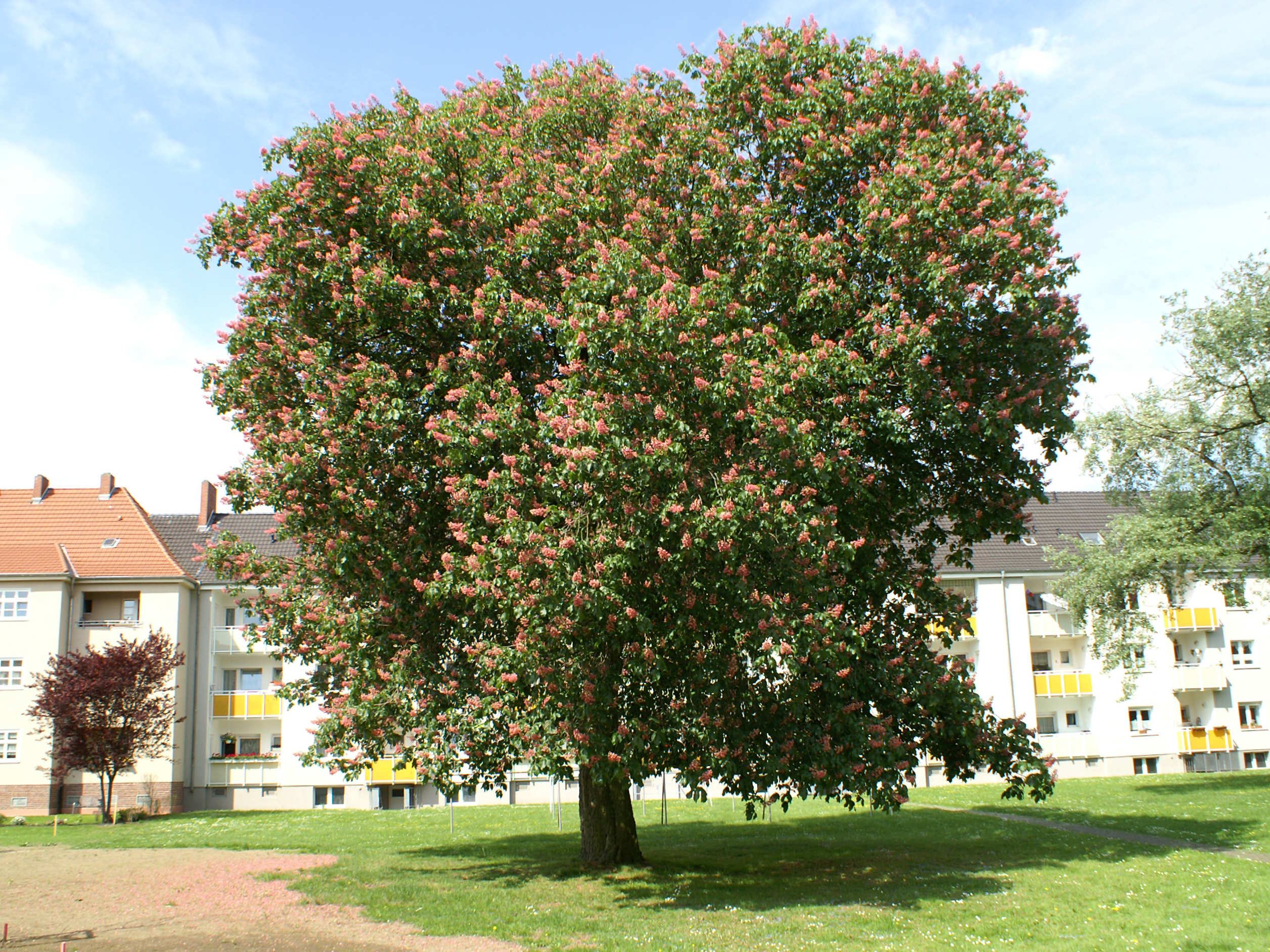
Гіркокаштан криваво-м'ясний

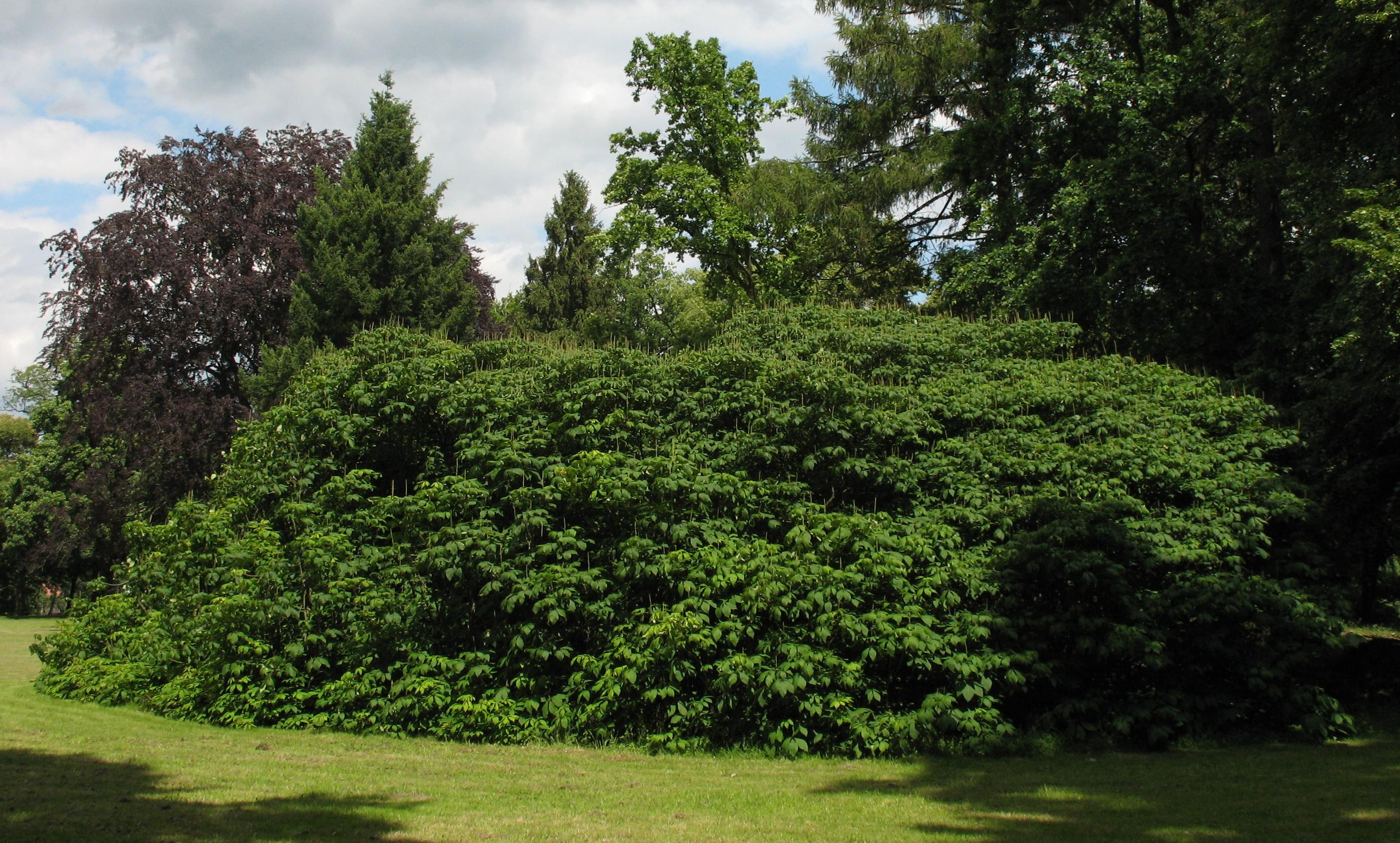
Гіркокаштан дрібноцвітий

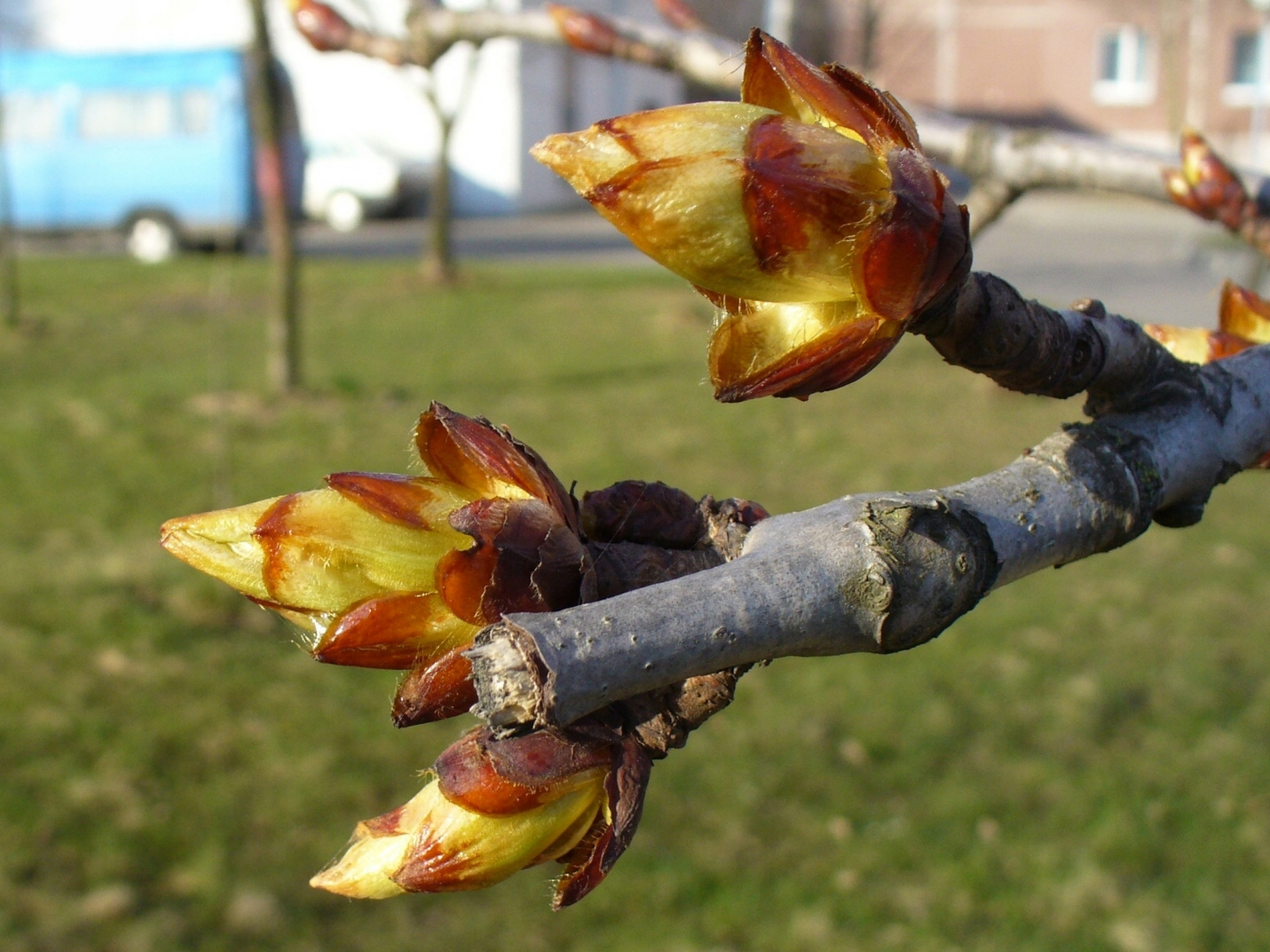
Бруньки

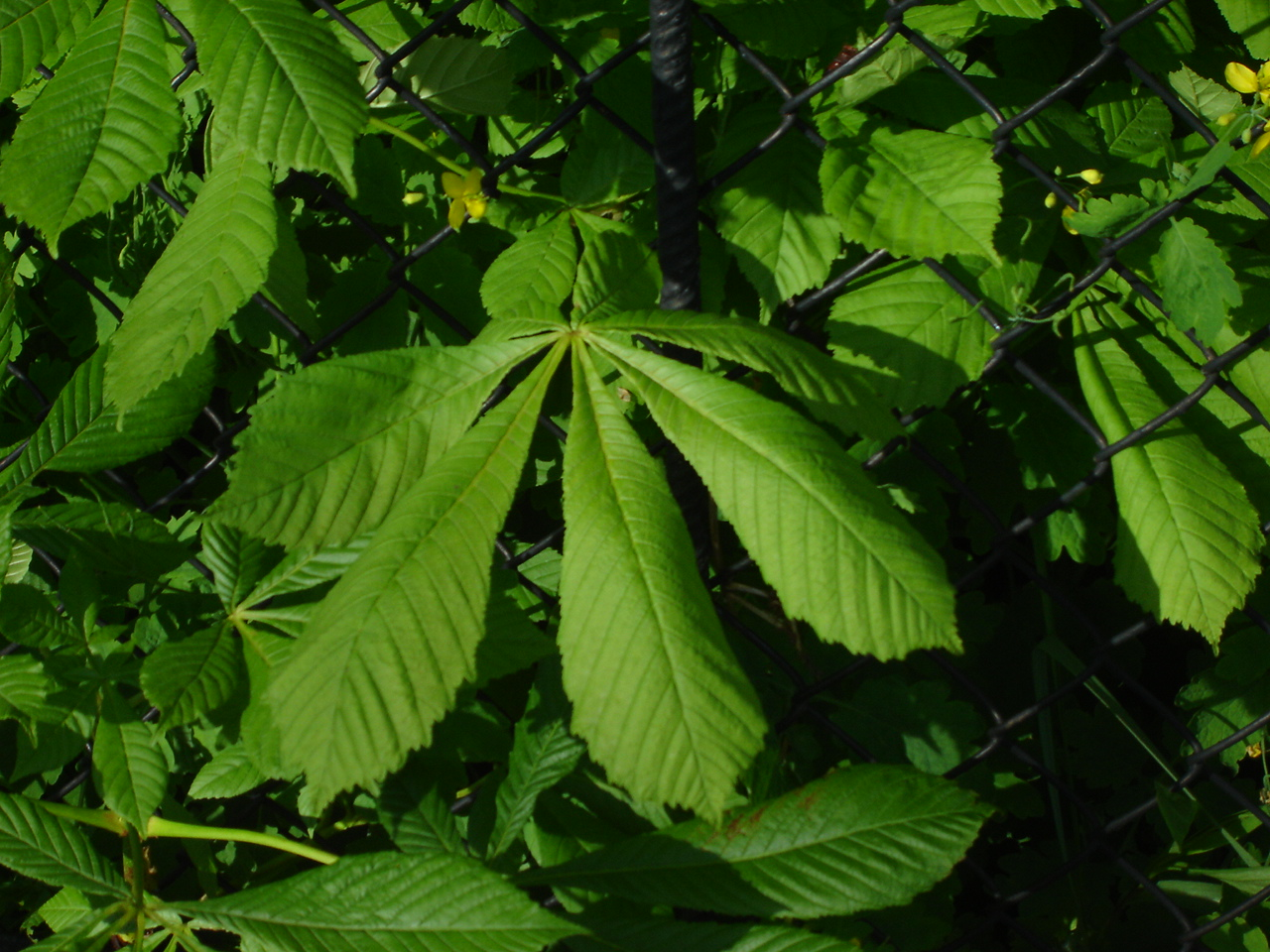
Листя

Листопадні та вічнозелені дерева або кущі з міцними гілками і смолистими, клейкими бруньками. Листя пальчастої форми, зазвичай складене з 5-7 (рідше до 9) листочків. Довжина і ширина листової пластинки приблизно однакова і може сягати 25-65 см. Суцвіття — прямостояча, пірамідальна або циліндрична волоть. Квітки зазвичай білі з червоними та(або) жовтими плямами, у гіркокаштана червоного і криваво-м'ясного — яскраво-червоні. Чашечка квітки завжди п'ятилиста, дзвоникувата або трубчаста. Оцвітина складається з 4-5 пелюсток, що зростаються у дволопатеву губу. Плід — коробочка, в недозрілому стані зелена, а потім коричнева. Оболонка плоду зазвичай вкрита м'якими шипами або горбочками, рідше — гладка. Всередині плоду міститься від 1-2 до 5 лискучих темно-коричневих насінин. На поверхні насінини завжди помітна білувата пляма, яка займає від ⅓ до ½ поверхні. Вивільнення насіння стається внаслідок лускання оболонки плоду на 2-3 частини.

## Хімічний склад
Усі частини гіркокаштанів містять сапоніни, глікозиди, алкалоїди, в тому числі і специфічні для цього роду глікозид ескулін і сапонін есцин. Особливо велика концентрація цих сполук спостерігається у насінні. Наявність цих речовин робить гіркокаштани отруйними. Вживання насіння у людей і теплокровних тварин (наприклад, коней) викликає гемоліз (руйнацію еритроцитів). Якщо додати витяжку з гіркокаштанів у воду, то у риб вона призведе до паралічу мускулатури. Незважаючи на це, насіння гіркокаштанів можна вживати в їжу, якщо попередньо звільнити його від отрути. Це досягається шляхом кількаденного промивання подрібнених плодів у проточній воді або тривалого пропарювання.

## Поширення

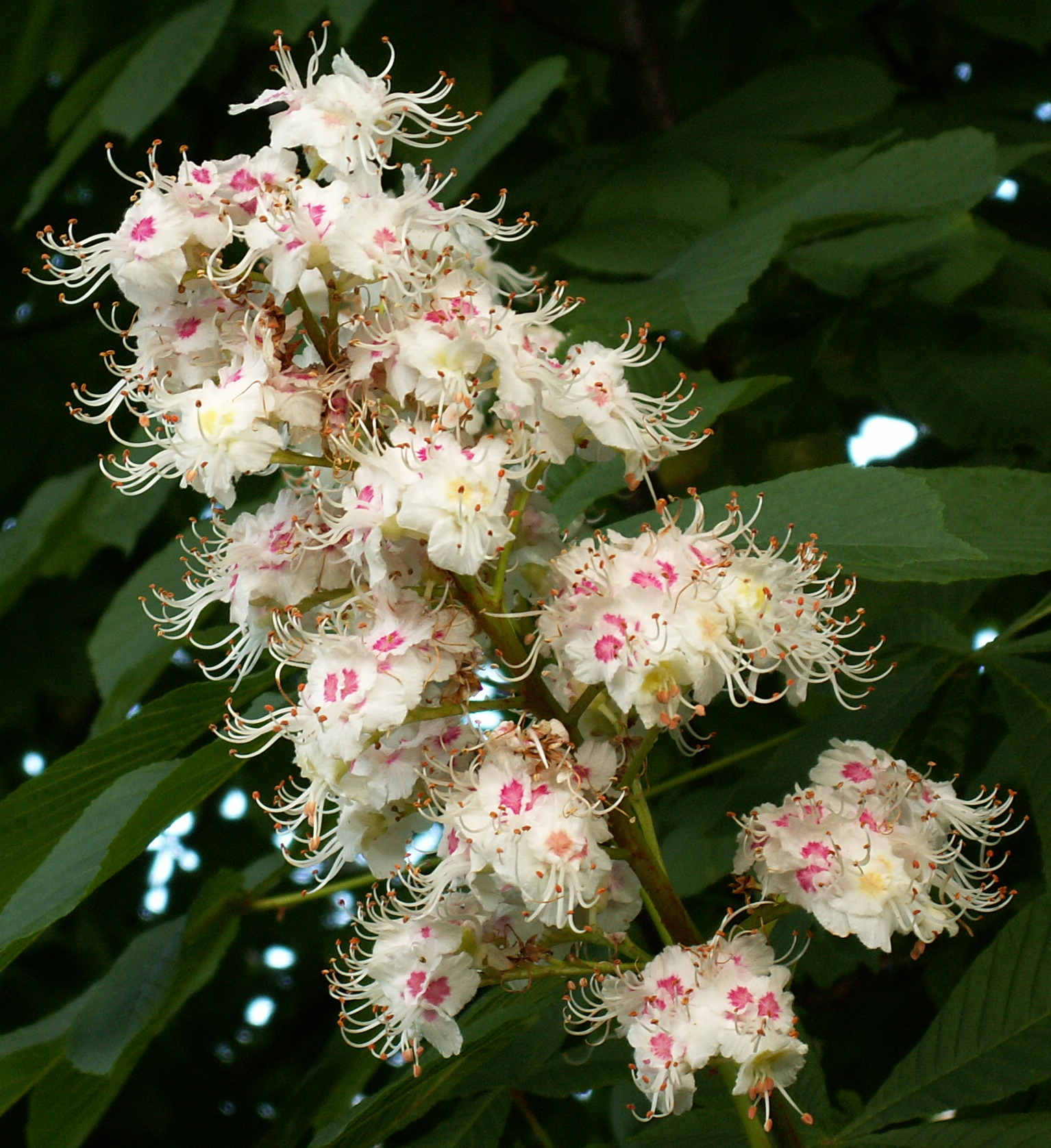
Суцвіття гіркокаштана звичайного

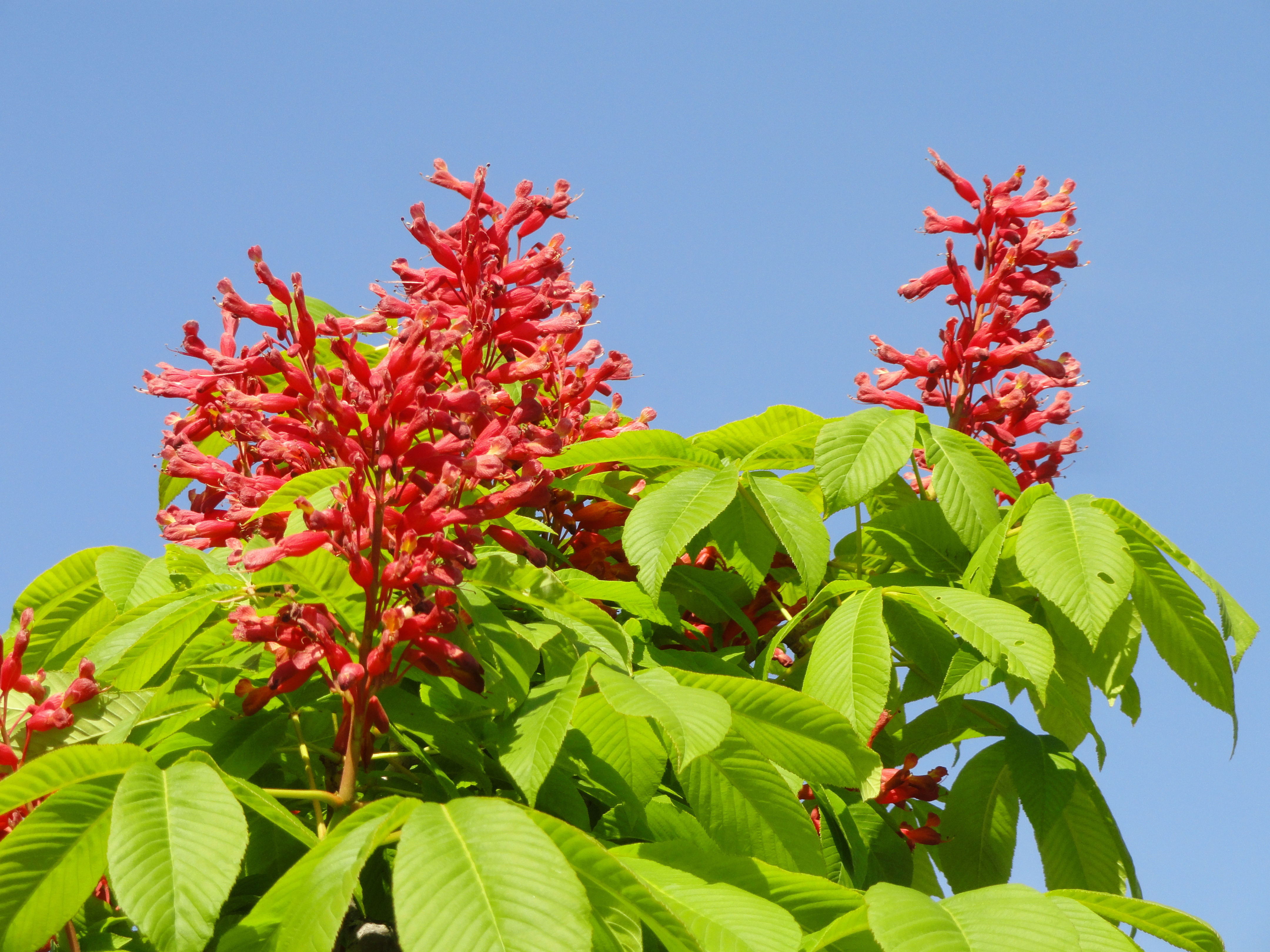
Суцвіття гіркокаштана червоного

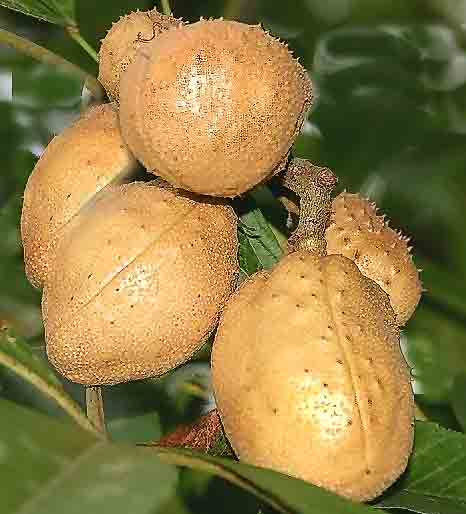
Плоди гіркокаштана голого

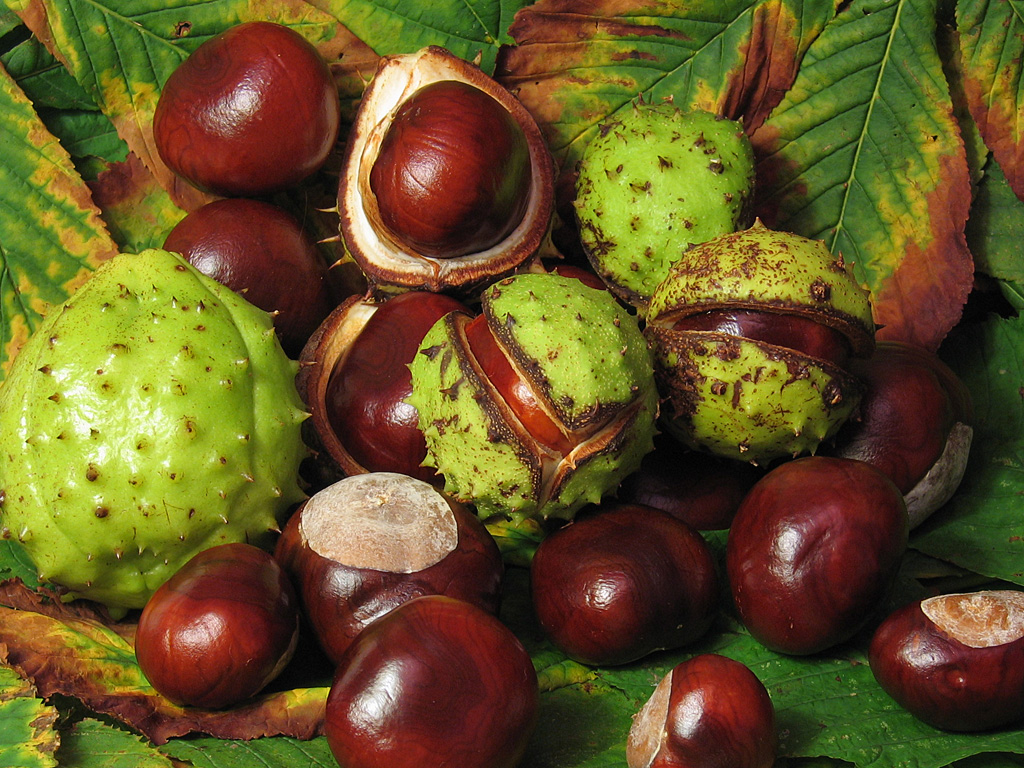
Насіння гіркокаштана звичайного

Представники роду поширені у помірних (листопадні) і субтропічних (вічнозелені) областях Північної півкулі. Їх ареали вказують на розподіл видів, характерний для третинного зледеніння. За видовим різноманіттям головним осередком є східні частини Північної Америки — від канадської провінції Онтаріо до американського штату Флорида. Тут зростає 6 видів. Другий за кількістю осередок — Південна і Східна Азія. В межах цього регіону гіркокаштани можна зустріти на сході Індії, в Китаї, на Японських островах, півострові Індокитай. Відірвані від основних центрів розповсюдження гіркокаштани каліфорнійський і звичайний, які є, відповідно, ендеміками Каліфорнії і Балкан.

## Екологія
Усі види гіркокаштанів — лісові рослини. Найбільш високий з них, гіркокаштан звичайний, у місцях природного розповсюдження формує ліси, де зростає у першому ярусі. Невисокі дерева, як от гіркокаштан жовтий, утворюють угруповання з домінуючими породами, а найнижчі чагарникові види утворюють підлісок. Представники роду полюбляють помірно зволожені або вологі ґрунти, добре освітлення або напівзатінок. Запилюються гіркокаштани великими комахами та колібрі.

## Використання

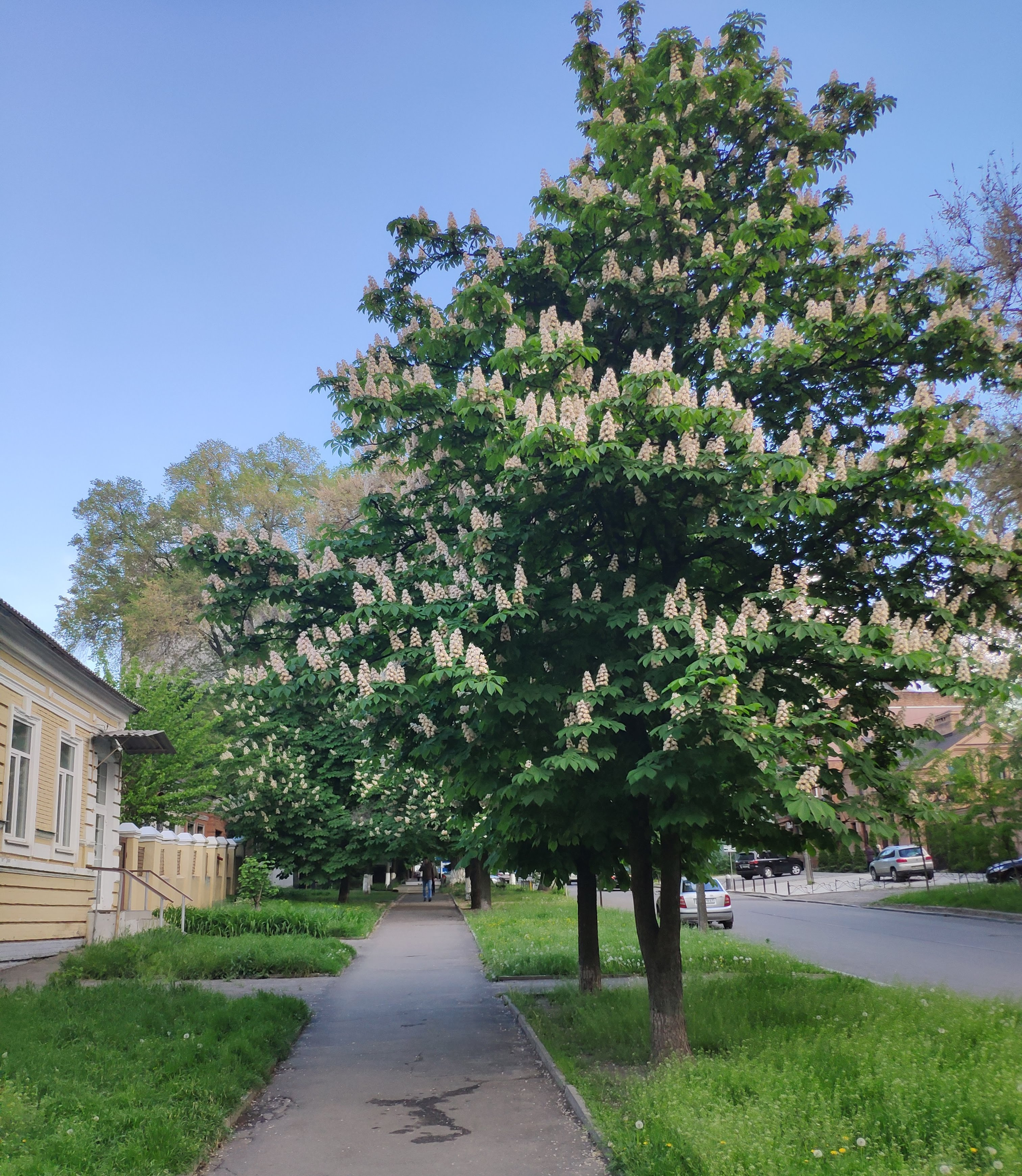
Цвітіння гіркокаштану в Україні.

Серед гіркокаштанів багато декоративних видів, які приваблюють густою кроною, гарним листям, рясним цвітінням. Найбільш розповсюджений гіркокаштан звичайний. Також часто використовують гіркокаштани жовтий і червоний, гібриди цих видів гіркокаштани криваво-м'ясний і гібридний. Локально поширені у садівництві гіркокаштани китайський, японський, каліфорнійський, лісовий, голий, індійський.
Хоча ці рослини не вирощують у промислових масштабах, але їх деревина високо цінується і використовується у виробництві меблів, музичних інструментів. Практично усі види є продуктивними медоносами, за виключенням каліфорнійського гіркокаштана, нектар якого отруйний для бджіл. Мед з цих дерев невисокої якості — рідкий, деколи гіркуватий.
В минулому американські види гіркокаштанів, а також гіркокаштани японський та індійський відігравали помітну роль у харчуванні місцевого населення. Їх плоди, попередньо пропарені або ретельно промиті, перемелювали на борошно. Індіанці широко застосовували специфічну отруйну дію гіркокаштанів і кидали у невеликі річки подрібнене насіння, а потім збирали паралізовану рибу. В XXI сторіччі обмежене кулінарне використання має гіркокаштан індійський, плоди якого використовують для приготування традиційних страв.
Завдяки високому вмісту сапонінів з плодів можна отримати мильний розчин, придатний для миття рук, але не посуду.
У медицині знайшов застосування лише один вид — гіркокаштан звичайний. Офіційною фармакологічною наукою визнані препарати з квіток і плодів цього дерева, які мають венотонізуючу, антитромбічну дію. Ці ліки особливо ефективні при тромбофлебітах, на початкових стадіях розвитку варикозного розширення вен. Схоже, але більш широке застосування цієї рослини в народній медицині, яка визнає сировиною також кору і листя. В Англії квіти гіркокаштана звичайного входили до складу гомеопатичного препарату, відомого як «Квіти Баха». Вважалося, що вони мають протиракову дію, але авторитетні дослідження не знайшли тому жодних підтверджень.

## Види
Секція Aesculus
- Aesculus hippocastanum L. — гіркокаштан звичайний
- Aesculus turbinata Blume — гіркокаштан японський

Секція Calothyrsus
- Aesculus assamica Griffith — синонім Aesculus wangii — гіркокаштан ассамський
- Aesculus californica (Spach) Nutt. — гіркокаштан каліфорнійський
- Aesculus chinensis Bunge — гіркокаштан китайський
  - Aesculus chinensis var. wilsonii
- Aesculus indica (Wall. ex Cambess.) Hook. — гіркокаштан індійський
- Aesculus lantsangensis Hu & W.P.Fang
- Aesculus megaphylla Hu & Fang
- Aesculus polyneura Hu & W.P.Fang
- Aesculus tsiangii Hu & W.P.Fang

Секція Pavia
- Aesculus flava Sol. — синонім Aesculus octandra — гіркокаштан жовтий
- Aesculus glabra Willd. — гіркокаштан голий
  - Aesculus glabra var. arguta (Buckl.) B.L. Robins. — синонім Aesculus arguta — гіркокаштан техаський
- Aesculus pavia L. — гіркокаштан червоний
  - Aesculus pavia var. flavescens
- Aesculus sylvatica W. Bartram — гіркокаштан лісовий

Секція Macrothyrsus
- Aesculus parviflora Walter — гіркокаштан дрібноцвітий

Секція Parryanae
- Aesculus parryi А. Gray

Гібриди
- Aesculus × carnea Zeyh. = Aesculus pavia × Aesculus hippocastanum — гіркокаштан криваво-м'ясний
- Aesculus × neglecta Lindl. = Aesculus flava × Aesculus sylvatica — синонім Aesculus neglecta — гіркокаштан карликовий
- Aesculus × bushii C.K.Schneid.
- Aesculus × hybrida DC. — гіркокаштан гібридний
- Aesculus × marylandica Booth ex Dippel
- Aesculus × mutabilis (Spach) Scheele — гіркокаштан мінливий[4]

## Синоніми

Герб Києва за часів УРСР

Гомотипічні
- Esculus L., 1754
- Hippocastanum Mill., 1754
- Hippocaztanum Raf., 1838

Гетеротипічні
- Actinotinus Oliver, 1740, 1888
- Calothyrsus Spach, 1834
- Isypus Raf., 1838
- Macrothyrsus Spach, 1834
- Nebropsis Raf., 1838
- Oesculus Neck., 1790
- Ozotis Raf., 1838
- Pavia Mill., 1754
- Paviana Raf., 1817
- Pawia Kuntze, 1891

## Як символ
За часів УРСР квітка й листя гіркокаштана звичайного були зображені на гербі міста Києва. Образ заквітлих «каштанів» неодноразово використовувався в піснях та віршах (зокрема «Київський вальс» Платона Майбороди).